# راوه (دلیجان)
راوه (دلیجان)، روستایی از توابع بخش مرکزی شهرستان دلیجان در استان مرکزی ایران است.
راوه دارای طبیعت گردشگری بسیار بکر و دیدنی است که از مهمترین آنها به مزارع دالی ; گدرمه; خدراوه ; رحیم آباد ; سیاهگوش و باجول، باباچنار و تخته چکو <پلنگ دره و
... میتوان اشاره کرد که در فصول بهار و تابستان پذیرای مردم منطقه و شهرهای مجاور می باشد ; راوه دارای مردمی مهمان نواز و خونگرم است کار اکثریت مردم راوه   دامداری و کشاورزی میباشد.
ریواس کوههای راوه بسیار در بین مردم استان های مجاور معروف است
کوه معروف سخت حصار راوه به ارتفاع ۲۷۶۰متر در شمال روستا قرار دارد.

## جمعیت
این روستا در دهستان دودهک قرار دارد و براساس سرشماری مرکز آمار ایران در سال ۱۳۸۵، جمعیت آن ۱٬۵۱۰ نفر (۳۶۶خانوار) بوده‌است.ولی هم اکنون تعداد جمعیت این روستا در سال 1399 بالغ بر 2000 نفر جمعیت دارد که حدود یک سوم جمعیت روستای شهرستان دلیجان را در خود جای داده است واز بزرگترین روستاهای شهرستان دلیجان است (جاذبه های گردشگری روستای راوه:از جمله قلعه هشتی در دوره پهلوی ،حمام های قدیمی دردوره انقلاب،مسجد جامع روستا از خاصیت باستانی برخوردار است،وخانه های خشتی باعمر بیشتر از۲۰۰سال دردوره پهلوی )